# Берлінське античне зібрання

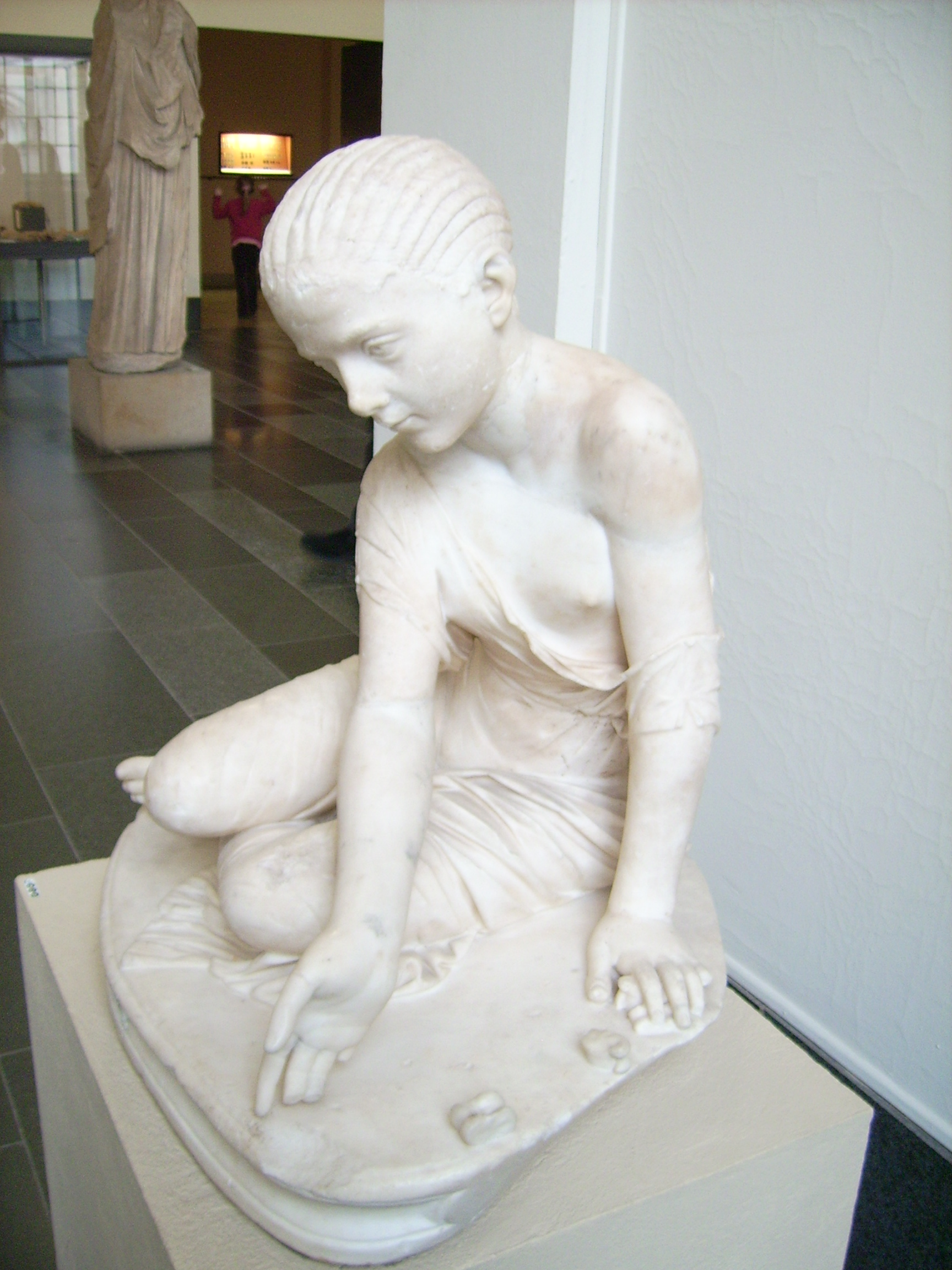
Дівчинка, яка грає в кості. Пергамський музей

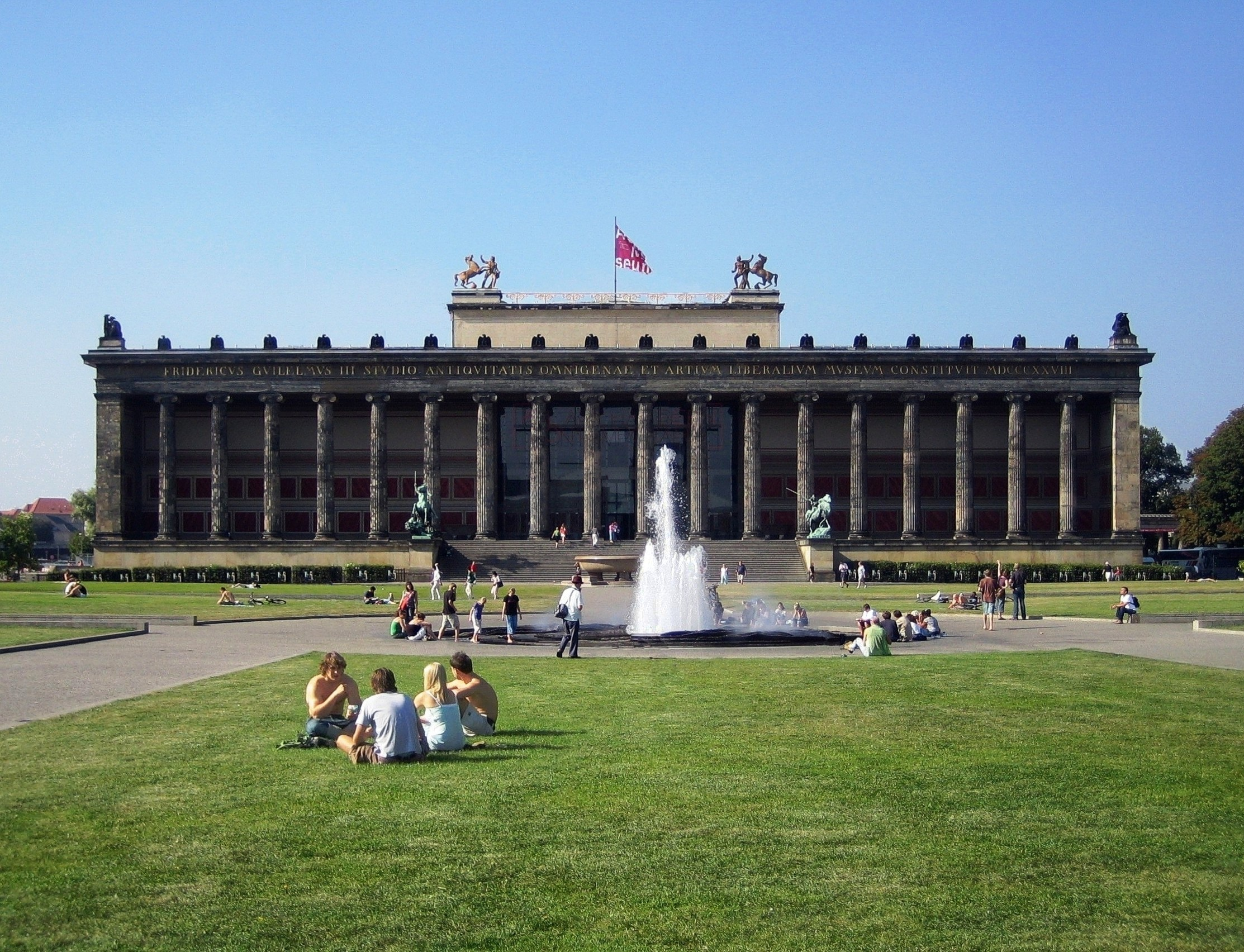
Будівля Старого музею

Берлінське античне зібрання (нім. Antikensammlung Berlin) — всесвітньо відоме зібрання античного мистецтва. У ньому зберігаються тисячі цікавих археологічних знахідок давньогрецького, давньоримського, етруського та кіпрського походження. Найвідомішими експонатами Берлінського античного зібрання є Пергамський вівтар, а також об'єкти давньогрецької та давньоримської архітектури з Мілету, Прієни, Магнесії-на-Меандрі, Баальбека і Фалерій. В античному зібранні зберігається також велика кількість стародавніх скульптур, ваз, теракоти, виробів із бронзи, саркофаги, геми та вироби з благородних металів.

## Історія зібрання

### Основи зібрання
Основи зібрання заклав бранденбурзький курфюрст Фрідріх Вільгельм I, пограбувавши у 1656 році Казимирівський палац у Варшаві під час Північної війни 1655—1660 років. Ці скульптури придбали в Італії польські королі Сигізмунд III Ваза і Владислав IV Ваза.. Спочатку зібрання знаходилось у Берлінському міському палаці.
У 1671 курфюрст придбав зібрання Герріта Рейнста, а прусський король Фрідріх I у 1698 — відому колекцію римського археолога Джованні П'єтро Беллорі. Після деякої перерви, під час якої королю Пруссії Фрідріху Вільгельму I вдалося виміняти в Августа Сильного за два полки драгунів 36 найцінніших статуй, в 1742 році слідувало придбання вже Фрідріхом II колекції кардинала Мельхіора де Поліньяка, до якої зокрема входила найвідоміша скульптура  «Дівчина, що грає в кості». В 1747 році Фрідріх II придбав бронзову статую так званого «хлопчика, який молиться», яка до 1786 року прикрашала терасу палацу Сан-Сусі.
В 1758 фонди античної колекції в черговий раз збагатилися отриманою у спадок колекцією, що належала маркграфині Вільгельміни Прусської. До неї входила в тому числі відома мозаїка «Підлога з Пренесте» із зображенням долини Нілу.
В 1764 в Античне зібрання влилася колекція гем Філіпа фон Штоша. Більша частина творів античного мистецтва розміщувалася в королівських палацах і побудованому в 1769 році античному храмі в Потсдамському парку Сан-Сусі, доступному для огляду публікою за попередньою домовленістю.
У 1797 народилася ідея створити в Берліні публічний музей і представити в ньому найбільш значущі екземпляри з королівського зібрання. Вибір експонатів був покладений на комісію під керівництвом Вільгельма Гумбольдта.
Паралельно для майбутнього музею в 1827 були придбані колекції виробів із бронзи та кераміки генерального консула Бартольді, а в 1828 році — колекція генерала Франца фон Коллера з 1348 античних ваз.
У 1830 році Берлінське античне зібрання переїхало до побудованого Карлом Фрідріхом Шинкелем Старого музею у Люстгартені навпроти берлінського Міського палацу.
Спочатку до експозиції музею входила переважно антична грецька та римська скульптура. Протягом XIX ст. купувалися нові експонати, зокрема в 1831 році — колекція Доров-Магнуса з 442 ваз. Завдяки посередництву археолога Едуарда Герхарда зібрання ваз значно збільшилося в наступні роки і перетворилося в одне з найвидатніших у світі.
З метою розширення колекції музей розпочав власні розкопки в Середземномор'ї у 1875 році. Першим місцем розкопок були обрані руїни Олімпії. У 1878 році Карл Гуманн та Александр Конце розпочали розкопки у Пергамі, завдяки яким до колекції потрапив головний експонат — Пергамський вівтар.